# آروی هورایزن
آروی هورایزن (به انگلیسی: RV Horizon) یک کشتی است که طول آن ۱۴۳ فوت (۴۴ متر) می‌باشد.